# Eucamptodontopsis pilifera
Eucamptodontopsis pilifera là một loài Rêu trong họ Dicranaceae. Loài này được (Mitt.) Broth. mô tả khoa học đầu tiên năm 1924.